# Nanometer
Nánométer (označba nm) je enota za merjenje dolžine, enaka eni 1 milijardinki metra, tj. 10-9 m (predpona »nano-« v mednarodnem sistemu enot označuje 1/1.000.000.000). Valovne dolžine vidne svetlobe, ultravijoličnega sevanja in žarkov gama so navadno izražene v nanometrih.
Svetloba prepotuje pot z razdaljo 1 nm v času 3,3×10−18 s, oziroma 3,3 atosekunde.
En nm je deset Å (1 nm = 10 Å).